# Федір Мирович
Мирович Федір Іванович (*? — †1758) — український військовий і державний діяч, сподвижник гетьманів Івана Мазепи і Пилипа Орлика. Генеральний бунчужний (1707—1710); Генеральний осавул (1710—1711). Один із лідерів української державної еміграції у 18 столітті.

## З життєпису
Навчався в Києво-Могилянській академії. У 1708-09 роках — генеральний бунчужний. У 1709 році Мирович за дорученням Івана Мазепи вів переговори з Запоріжжям, які завершились переходом 8-тисячного загону запорожців на чолі з кошовим отаманом Костем Гордієнком на сторону українсько-шведських військ. Після поразки шведсько-української армії в Полтавській битві 1709 року змушений емігрувати.
Близький соратник Гетьмана Пилипа Орлика, прихильник самостійної української державності на ґрунті Бендерської конституції 1710. 1710-11 — генеральний осавул. Жив у Кримському ханстві, Османській імперії, Шведській імперії (1715-19) та Речі Посполитій (1719-54). Помер у Кримському ханстві.

### Терор Московії проти родини
Після еміграції Генерального бунчужного Федора Мировича всі його маєтності в Україні були конфісковані московською владою. Його мати, Пелагея Захарівна, брат Іван та інші члени родини Федора Мировича, були депортовані до Москви, а 1716 заслані до Тобольська, на Сибір. Дозволено було повернутись в Україну 1745. Його сини — Яків і Петро — відправленні в Петербург. За намагання контактувати з батьком були 1732 заслані на Сибір. З 1742 перебували на московській військовій службі.